# Nova Bus

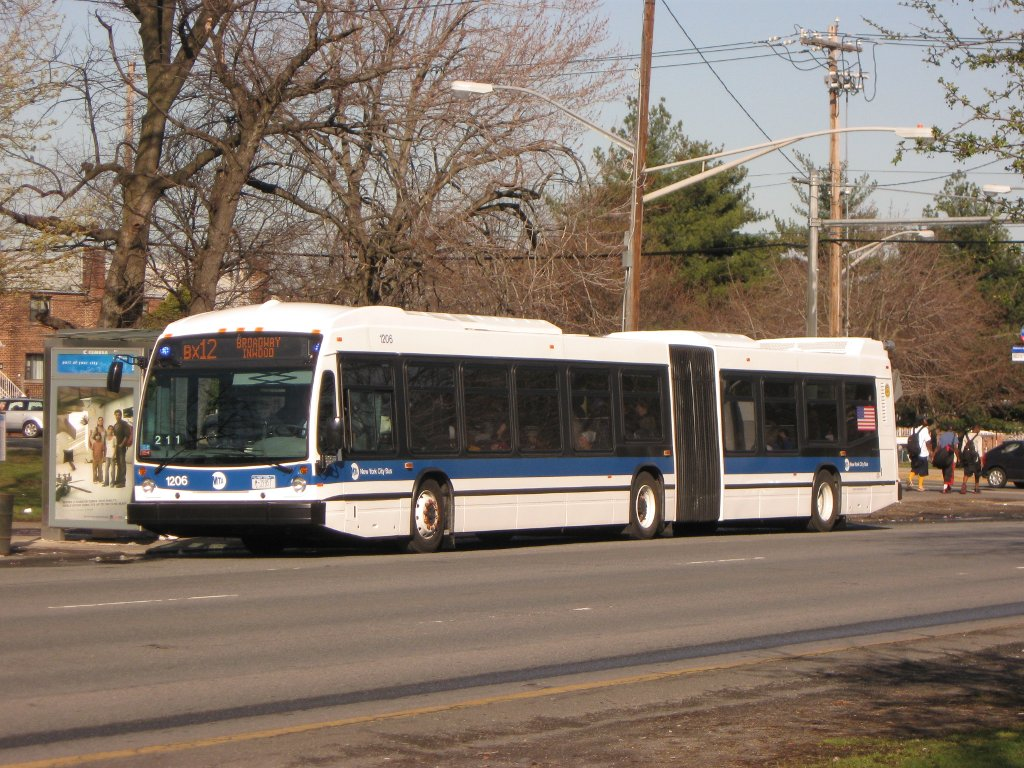
Ein Nova Bus Gelenkbus der MTA New York City Bus (2010)

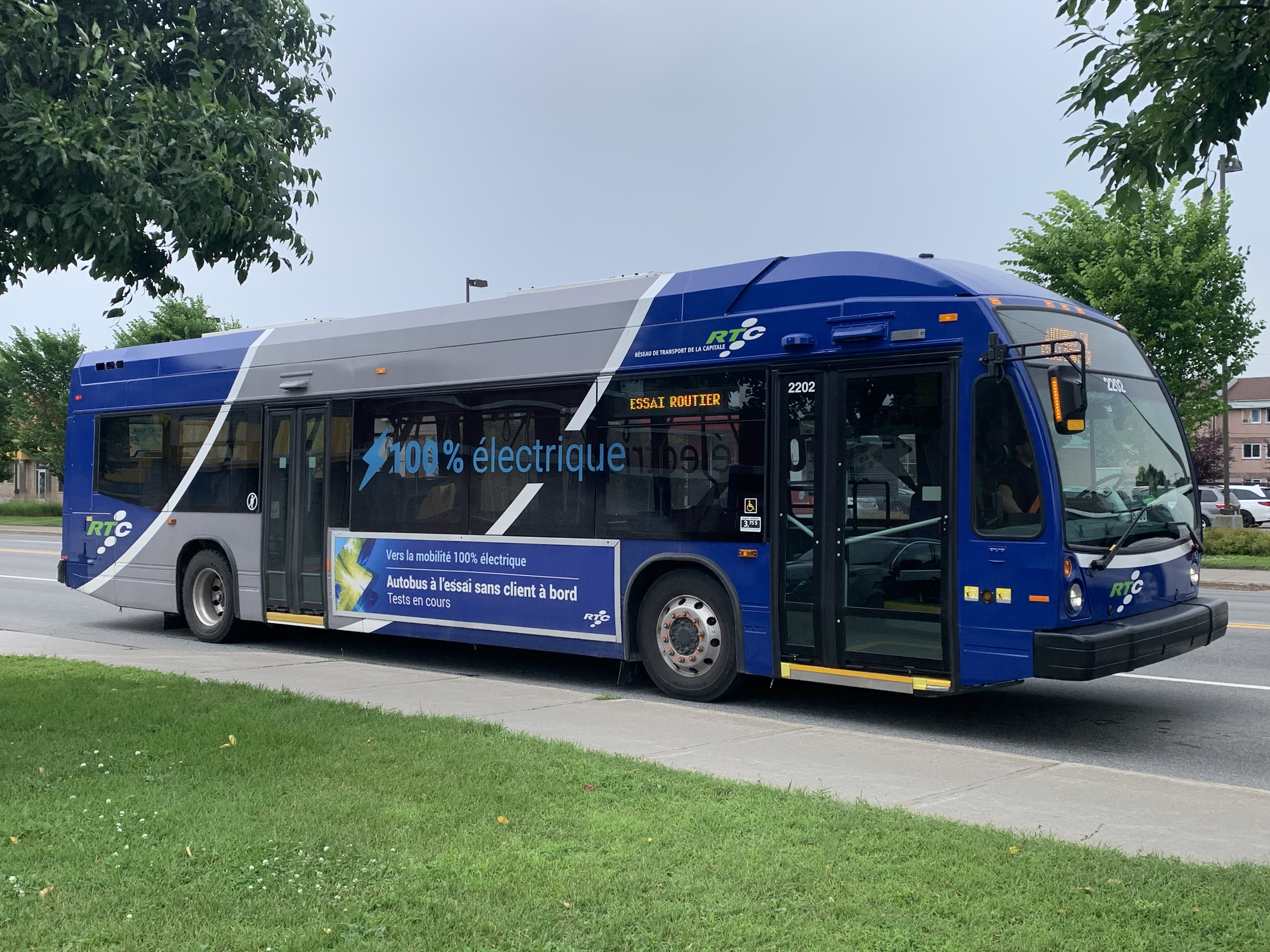
Nova Bus LFSe+ in Québec (2023)

Nova Bus ist ein kanadischer Omnibus-Hersteller mit Hauptsitz in Saint-Eustache (Québec), Kanada. Das Unternehmen befindet sich seit 2004 vollständig in Besitz der schwedischen Volvo Group. Das Unternehmen beschäftigt rund 1000 Mitarbeiter an den drei Produktionsstandorten Saint-Eustache und Saint-François-du-Lac in der Nähe von Montreal sowie in Plattsburgh, New York.
Am 21. Juni 2023 kündigte Nova Bus an, den US-Markt bis 2025 verlassen und sich auf Kanada konzentrieren zu wollen, wo Marktführerschaft besteht. Von 2014 bis 2022 montierte die ebenfalls zur Volvo Group gehörende Schwestermarke Prevost Regionalbusse und Reisebusse im gleichen Werk Plattsburgh, um die Bedingungen für den Erhalt staatlicher Fördermittel gemäß Buy America Act erfüllen zu können.

## Geschichte
Das Produktionswerk Saint-Eustache wurde 1979 ursprünglich von General Motors errichtet, um Stadtbusse für den kanadischen Markt zu bauen. 1987 beschloss das General Motors Management das Werk an Motor Coach Industries (MCI) zu verkaufen, das aus mehreren Unternehmen zusammengeschlossen wurde und von Greyhound Lines geführt wurde. Das Werk war für den Bau von Stadtbussen vorgesehen, die vor allem für den kanadischen Markt gedacht waren. Seit 1993 werden unter dem Markennamen „Nova Bus“ Stadtbusse hergestellt. Seit 1995 wurden die klassischen Busse eingestellt und die Produktion von Niederflurfahrzeugen wurde aufgenommen.
Aufgrund des relativ schweren Marktumfelds im Jahr 2002 wurde das Werk in Roswell in den USA geschlossen, so dass Nova Bus sich auf seine Kernmarkt in Kanada konzentrierte. Die Chicago Transit Authority (CTA) war 1998 erster namhafter Großkunde für das Busmodell Nova RTS, sie verfügte zu einem Zeitpunkt über einen Fuhrpark von mehr als 483 Bussen des Herstellers.
Am 22. Februar 2008 gab Nova Bus die Rückkehr auf den US-amerikanischen Markt bekannt. Das Unternehmen investierte in ein neues Produktionswerk in Plattsburgh. Das Werk nahm am 15. Juni 2009 seine Produktion auf. Die erste Bestellung von 90 Fahrzeugen erhielt Nova Bus von der New York City Transit Authority für 90 LFS Articulated Busse. Im März 2010 erhielt das Unternehmen eine Bestellung von 24 Bussen vom Honolulu County, Hawaii. Im März 2012 verkündete die Walt Disney Company Interesse an Bussen des Unternehmens.
Im Jahr 2014 stellte Nova Bus die zweite Generation des Modells LFSe vor, einen Batteriebus mit Kontaktarm-Ladesystem Siemens. Ende Oktober 2021 führte Nova Bus den Batteriebus LFSe+ mit größerer Reichweite in den Markt ein.
Für das erste Quartal des Jahres 2025 kündigte Nova Bus den Rückzug aus den Vereinigten Staaten und die Schließung des Werks Plattsburgh mit seinen 300 Beschäftigten an. Die Produktion soll in den zwei kanadischen Werken verbleiben.

## Modelle

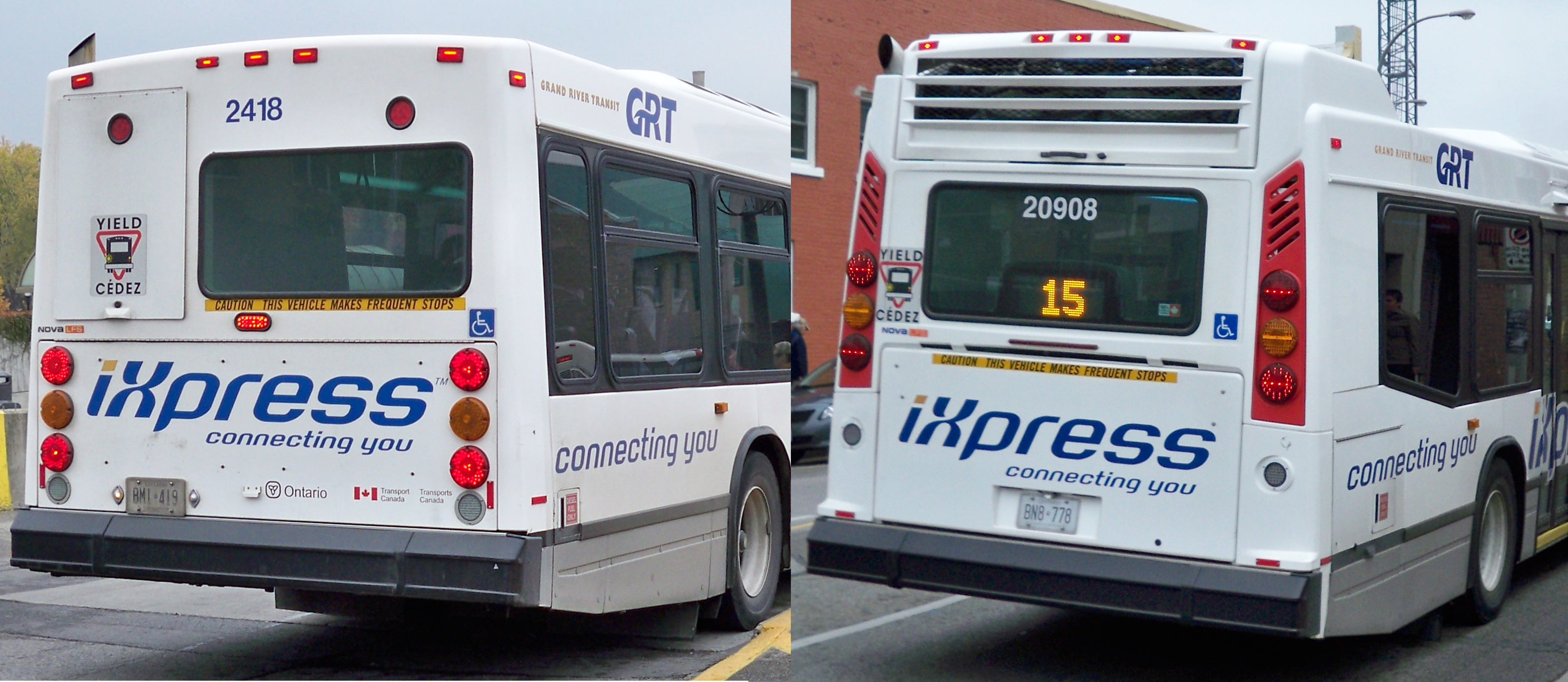
Verändertes Design am Heck: Bis 2009 asymmetrisch (links), ab 2009 zentral angelegt (rechts)

### Aktuell
Derzeit produziert das Unternehmen die Low Floor Series (LFS). Die Busse sind in den Ausführungen Normalbus (LFS rigid), Gelenkbus (LFS Artic) und Bus Rapid Transit (LFX) erhältlich. Die rigid-LFS-Serie wurde seit 1995 massenweise produziert. Die LFS-Arctic- und LFX-Modelle wurden dahingehend im Jahr 2009 eingeführt. Als Antriebsarten sind mit Stand 2023 Dieselmotoren verfügbar, Hybrid-elektrischer Antrieb mit einem Allison EP40 parallel-hybrid-System, CNG-Busse und die Batteriebusse LFSe und LFSe+.

### Frühere Modelle
| Model                | Länge in Metern  | Breite in Metern | Foto | Produktionszeitraum | Anmerkungen                             |
| -------------------- | ---------------- | ---------------- | ---- | ------------------- | --------------------------------------- |
| Rapid Transit Series | 9,14 10,67 12,19 | 2,44 2,59        |      | 1995–2004           | Entwickelt von General Motors 1968–1977 |
| TC40102A TC40102N    | 12,19            | 2,59             |      | 1995–1997           | überarbeitetes Design                   |
| TC60102N             | 18,29            | 2,59             |      | 1993                |                                         |